# No Frills
No Frills — шестой студийный альбом американской певицы и актрисы Бетт Мидлер, выпущенный в 1983 году под лейблом Atlantic Records. Пластинка получила звучание в жанре нью-вейв благодаря работе над ним продюсера Чака Плоткина.

## Коммерческий приём
Альбом стартовал с крайне низкими продажами в США, он смог добраться до шестидесятого места в альбомном чарте Billboard 200. Однако в Европе, точнее в Скандинавии, альбом стал крайне успешен (там данный альбом до сих пор является сам продаваемым релизом Мидлер), так в Норвегии альбом поднялся на третью позицию, а в Швеции смог возглавить чарт.
Сингл «Beast of Burden» также показал хорошие результаты в чартах, а в 1984 году на премии MTV Video Music Award выиграл несколько наград, в том числе за лучшее видео года.

## Список композиций
| №  | Название                 | Автор(ы)                              | Длительность |
| -- | ------------------------ | ------------------------------------- | ------------ |
| 1. | «Is It Love»             | Ник Гилдер, Джеймс Маккаллох          | 4:43         |
| 2. | «Favorite Waste of Time» | Маршалл Креншоу                       | 2:43         |
| 3. | «All I Need to Know»     | Барри Манн, Синтия Вайль, Тома Сноу   | 4:08         |
| 4. | «Only in Miami»          | Макс Гроненталь                       | 4:35         |
| 5. | «Heart Over Head»        | Энди Голдмарк, Робин Батто, Брок Уолш | 2:52         |

| №  | Название               | Автор(ы)                             | Длительность |
| -- | ---------------------- | ------------------------------------ | ------------ |
| 1. | «Let Me Drive»         | Грег Престопино, Мэттью Уайлдер      | 4:02         |
| 2. | «My Eye on You»        | Мун Мартин, Билл Хаус                | 4:03         |
| 3. | «Beast of Burden»      | Мик Джаггер, Кит Ричардс             | 3:48         |
| 4. | «Soda and a Souvenir»  | Джессика Харпер                      | 3:23         |
| 5. | «Come Back Jimmy Dean» | Бетт Мидлер, Джерри Блатт, Брок Уолш | 3:51         |

## Позиции в хит-парадах
| Хит-парад (1983)              | Высшая позиция |
| ----------------------------- | -------------- |
| Германия (Offizielle Top 100) | 46             |
| Канада (RPM Top Albums/CDs)   | 71             |
| Нидерланды (Album Top 100)    | 41             |
| Норвегия (VG-lista)           | 3              |
| США (Billboard 200)           | 60             |
| Швеция (Sverigetopplistan)    | 1              |